# Sportverein Waldhof Mannheim 07 1978-1979
Questa voce raccoglie le informazioni riguardanti lo Sportverein Waldhof Mannheim 07 nelle competizioni ufficiali della stagione 1978-1979.

## Stagione
Nella stagione 1978-1979 il Mannheim, allenato da Slobodan Čendić e Georg Gawliczek, concluse il campionato di 2. Bundesliga al 16º posto. In Coppa di Germania il Mannheim fu eliminato al terzo turno dal Duisburg.

## Rosa
| N. |                     | Ruolo | Calciatore           |
| -- | ------------------- | ----- | -------------------- |
|    | Germania (bandiera) | P     | Günther Germann      |
|    | Germania (bandiera) | P     | Walter Pradt         |
|    | Germania (bandiera) | D     | Hans-Jürgen Arnswald |
|    | Germania (bandiera) | D     | Oskar Bauer          |
|    | Germania (bandiera) | D     | Roland Dickgießer    |
|    | Germania (bandiera) | D     | Stefan Knapp         |
|    | Germania (bandiera) | D     | Günter Sebert        |
|    | Germania (bandiera) | D     | Paul Steiner         |
|    | Germania (bandiera) | C     | Wolfgang Böhni       |
|    | Serbia (bandiera)   | C     | Zlatan Cajkovski     |
|    | Germania (bandiera) | C     | Jürgen Fischer       |
|    | Germania (bandiera) | C     | Hans Hein            |
|    | Serbia (bandiera)   | C     | Stevan Kovačević     |

| N. |                     | Ruolo | Calciatore          |
| -- | ------------------- | ----- | ------------------- |
|    | Germania (bandiera) | C     | Walter Lachmann     |
|    | Germania (bandiera) | C     | Adrian Pisch        |
|    | Germania (bandiera) | C     | Dieter Schlindwein  |
|    | Germania (bandiera) | C     | Peter Schneider     |
|    | Germania (bandiera) | C     | Michael Schüßler    |
|    | Germania (bandiera) | A     | Martin Bremer       |
|    | Germania (bandiera) | A     | Karl-Heinz Harm     |
|    | Germania (bandiera) | A     | Lorenz Horr         |
|    | Germania (bandiera) | A     | Jürgen Makan        |
|    | Germania (bandiera) | A     | Werner Nickel       |
|    | Germania (bandiera) | A     | Roland Vogel        |
|    | Germania (bandiera) | A     | Matthias Weidenauer |

## Organigramma societario
Area tecnica
- Allenatore: Georg Gawliczek
- Allenatore in seconda:
- Preparatore dei portieri:
- Preparatori atletici:

## Calciomercato

### Sessione estiva
| Acquisti | Acquisti             | Acquisti       | Acquisti |
| R.       | Nome                 | da             | Modalità |
| -------- | -------------------- | -------------- | -------- |
| D        | Hans-Jürgen Arnswald | Pirmasens      |          |
| P        | Günther Germann      | Schwenningen   |          |
| C        | Hans Hein            | VfB Dillingen  |          |
| A        | Lorenz Horr          | Wormatia Worms |          |

| Cessioni | Cessioni             | Cessioni      | Cessioni |
| R.       | Nome                 | a             | Modalità |
| -------- | -------------------- | ------------- | -------- |
| D        | Wolfgang Birkenmeier | VfR Mannheim  |          |
| D        | Peter Faller         | SV Seckenheim |          |
| D        | Günter Hester        | Sandhausen    |          |

### Sessione invernale
| Acquisti | Acquisti      | Acquisti  | Acquisti |
| R.       | Nome          | da        | Modalità |
| -------- | ------------- | --------- | -------- |
| A        | Martin Bremer | Darmstadt |          |

| Cessioni | Cessioni | Cessioni | Cessioni |
| R.       | Nome     | a        | Modalità |
| -------- | -------- | -------- | -------- |

## Risultati

### 2. Bundesliga

#### Girone di andata
| Arbitro: | Hontheim |

|                   |           |          |
| Sebert 73’ (aut.) | Marcatori | 78’ Horr |

| Arbitro: | Engel |

|           |           |             |
| Nickel 4’ | Marcatori | 14’ Stering |

| Arbitro: | Gaus |

|                           |           |            |
| Weißberger 49’ Schenk 82’ | Marcatori | 42’ Nickel |

| Arbitro: | Boos |

|                            |           |  |
| Sebert 31’ (rig.) Horr 85’ | Marcatori |  |

| Arbitro: | Drescher |

|             |           |                                |
| Schlief 24’ | Marcatori | 22’ (rig.) Sebert 51’ Lachmann |

| Arbitro: | Walther |

|                                    |           |                                                    |
| Horr 26’ Nickel 52’ Weidenauer 83’ | Marcatori | 9’, 44’, 50’ Dreher 68’ Allgöwer 69’ Heselschwerdt |

| Arbitro: | Klauser |

|  |           |                       |
|  | Marcatori | 10’ Steiner 79’ Knapp |

| Arbitro: | Luca |

|           |           |                       |
| Knapp 45’ | Marcatori | 12’ Lubanski 43’ Klag |

| Arbitro: | Regneri |

|                                          |           |                                     |
| Völler 2’ Lottermann 53’ Bitz 74’ (rig.) | Marcatori | 66’ Cajkovski 71’ Sebert 75’ Nickel |

| Arbitro: | Schumann |

|            |           |                                      |
| Sebert 37’ | Marcatori | 55’ Erhart 67’ Schonert 83’ Detterer |

| Arbitro: | Schmoock |

|  |           |           |
|  | Marcatori | 41’ Vogel |

| Arbitro: | Klauser |

|                         |           |                                           |
| Sebert 55’ Lachmann 87’ | Marcatori | 13’, 52’, 63’ Künkel 20’ Müller 54’ Michl |

| Arbitro: | Wohlfarth |

|              |           |  |
| Sommerer 47’ | Marcatori |  |

| Arbitro: | Wilhelmi |

|            |           |            |
| Sebert 89’ | Marcatori | 19’ Krauth |

| Mannheim 11 novembre 1978 15ª giornata | Waldhof Mannheim | 0 – 0 referto | Augusta | Stadion am Alsenweg (1 000 spett.)\| Arbitro: \| Ulm \| |
| Arbitro:                               | Ulm              |               |         |                                                         |

| Arbitro: | Fleischer |

|             |           |                    |
| Reichel 47’ | Marcatori | 8’ Harm 56’ Sebert |

| Arbitro: | Dellwing |

|                      |           |                                               |
| Böhni 27’ Nickel 87’ | Marcatori | 37’ Derigs 57’ Metzler 67’ Bührer 90’ Stobeck |

| Arbitro: | Schmidhuber |

|                                            |           |                              |
| Schwemmle 13’ (rig.) Dymalla 50’ Kromm 76’ | Marcatori | 31’ Bremer 60’ Hein 86’ Harm |

| Arbitro: | Könen |

|            |           |  |
| Bremer 18’ | Marcatori |  |

#### Girone di ritorno
| Arbitro: | Michel |

|                        |           |  |
| Bauer 62’ Arnswald 88’ | Marcatori |  |

| Arbitro: | Joos |

|                                       |           |             |
| Gerber 1’ Herberth 31’ Nachreiner 70’ | Marcatori | 50’ Steiner |

| Arbitro: | Therre |

|                               |           |  |
| Hein 21’ Sebert 22’ Böhni 86’ | Marcatori |  |

| Arbitro: | Reinstädtler |

|            |           |  |
| Groppe 30’ | Marcatori |  |

| Arbitro: | Dilg |

|                   |           |  |
| Harm 29’ Hein 67’ | Marcatori |  |

| Arbitro: | Schmidhuber |

|                                     |           |  |
| Heselschwerdt 15’ Dollmann 49’, 79’ | Marcatori |  |

| Arbitro: | Röder |

|  |           |               |
|  | Marcatori | 3’ Dörflinger |

| Arbitro: | Ross |

|                               |           |  |
| Zahn 40’ Starzak 67’ Bihn 73’ | Marcatori |  |

| Arbitro: | Ermer |

|                           |           |            |
| Schlindwein 31’, 33’, 77’ | Marcatori | 21’ Krause |

| Arbitro: | Ulm |

|          |           |  |
| Lenz 15’ | Marcatori |  |

| Arbitro: | Walther |

|           |           |                    |
| Knapp 41’ | Marcatori | 32’, 79’ Kirschner |

| Arbitro: | Wohlfarth |

|  |           |                          |
|  | Marcatori | 58’ Sebert 70’ Schneider |

| Arbitro: | Niebergall |

|                            |           |                              |
| Pisch 48’ Pradt 78’ (rig.) | Marcatori | 5’ Größler 57’, 86’ Sommerer |

| Karlsruhe 4 maggio 1979 33ª giornata | Karlsruhe | 0 – 0 referto | Waldhof Mannheim | Wildparkstadion (1 800 spett.)\| Arbitro: \| Dreher \| |
| Arbitro:                             | Dreher    |               |                  |                                                        |

| Arbitro: | Gaus |

|              |           |  |
| Stempfle 50’ | Marcatori |  |

| Arbitro: | Reinstädtler |

|                  |           |                |
| Pradt 79’ (rig.) | Marcatori | 68’, 75’ Krech |

| Arbitro: | Klauser |

|  |           |          |
|  | Marcatori | 79’ Harm |

| Mannheim 2 giugno 1979 37ª giornata | Waldhof Mannheim | 0 – 0 referto | Hanau 93 | Stadion am Alsenweg (2 000 spett.)\| Arbitro: \| Glaw \| |
| Arbitro:                            | Glaw             |               |          |                                                          |

| Arbitro: | Fleischer |

|               |           |  |
| Killmaier 86’ | Marcatori |  |

### Coppa di Germania
| Arbitro: | Boos |

|                                                               |           |  |
| Sebert 28’ (rig.), 39’ (rig.) Horr 50’ Schneider 61’ Hein 66’ | Marcatori |  |

| Arbitro: | Brückner |

|                                                                           |           |  |
| Cajkovski 8’, 59’ Sebert 36’ (rig.), 38’ Bauer 65’ Steiner 69’ Nickel 70’ | Marcatori |  |

| Arbitro: | Stäglich |

|                       |           |              |
| Alhaus 51’ Jakobs 62’ | Marcatori | 81’ Lachmann |

## Statistiche

### Statistiche di squadra
| Competizione      | Punti | In casa | In casa | In casa | In casa | In casa | In casa | In trasferta | In trasferta | In trasferta | In trasferta | In trasferta | In trasferta | Totale | Totale | Totale | Totale | Totale | Totale | DR  |
| Competizione      | Punti | G       | V       | N       | P       | Gf      | Gs      | G            | V            | N            | P            | Gf           | Gs           | G      | V      | N      | P      | Gf     | Gs     | DR  |
| ----------------- | ----- | ------- | ------- | ------- | ------- | ------- | ------- | ------------ | ------------ | ------------ | ------------ | ------------ | ------------ | ------ | ------ | ------ | ------ | ------ | ------ | --- |
| 2. Bundesliga     | 32    | 19      | 6       | 4       | 9       | 28      | 30      | 19           | 6            | 4            | 9            | 19           | 25           | 38     | 12     | 8      | 18     | 47     | 55     | -8  |
| Coppa di Germania | -     | 2       | 2       | 0       | 0       | 12      | 0       | 1            | 0            | 0            | 1            | 1            | 2            | 3      | 2      | 0      | 1      | 13     | 2      | +11 |
| Totale            | 32    | 21      | 8       | 4       | 9       | 40      | 30      | 20           | 6            | 4            | 10           | 20           | 27           | 41     | 14     | 8      | 19     | 60     | 57     | +3  |

### Andamento in campionato
| Giornata  | 1  | 2  | 3  | 4  | 5 | 6  | 7 | 8  | 9  | 10 | 11 | 12 | 13 | 14 | 15 | 16 | 17 | 18 | 19 | 20 | 21 | 22 | 23 | 24 | 25 | 26 | 27 | 28 | 29 | 30 | 31 | 32 | 33 | 34 | 35 | 36 | 37 | 38 |
| --------- | -- | -- | -- | -- | - | -- | - | -- | -- | -- | -- | -- | -- | -- | -- | -- | -- | -- | -- | -- | -- | -- | -- | -- | -- | -- | -- | -- | -- | -- | -- | -- | -- | -- | -- | -- | -- | -- |
| Luogo     | T  | C  | T  | C  | T | C  | T | C  | T  | C  | T  | C  | T  | C  | C  | T  | C  | T  | C  | C  | T  | C  | T  | C  | T  | C  | T  | C  | T  | C  | T  | C  | T  | T  | C  | T  | C  | T  |
| Risultato | N  | N  | P  | V  | V | P  | V | P  | N  | P  | V  | P  | P  | N  | N  | V  | P  | N  | V  | V  | P  | V  | P  | V  | P  | P  | P  | V  | P  | P  | V  | P  | N  | P  | P  | V  | N  | P  |
| Posizione | 10 | 11 | 16 | 10 | 7 | 10 | 9 | 10 | 10 | 12 | 11 | 12 | 13 | 13 | 12 | 12 | 13 | 13 | 12 | 11 | 11 | 11 | 11 | 10 | 10 | 11 | 12 | 10 | 11 | 14 | 14 | 15 | 14 | 15 | 15 | 15 | 14 | 16 |

Legenda:

Luogo: C = Casa; T = Trasferta. Risultato: V = Vittoria; N = Pareggio; P = Sconfitta.

### Statistiche dei giocatori
| Giocatore      | 2. Bundesliga | 2. Bundesliga | 2. Bundesliga | 2. Bundesliga | Coppa di Germania | Coppa di Germania | Coppa di Germania | Coppa di Germania | Totale   | Totale | Totale      | Totale     |
| Giocatore      | Presenze      | Reti          | Ammonizioni   | Espulsioni    | Presenze          | Reti              | Ammonizioni       | Espulsioni        | Presenze | Reti   | Ammonizioni | Espulsioni |
| -------------- | ------------- | ------------- | ------------- | ------------- | ----------------- | ----------------- | ----------------- | ----------------- | -------- | ------ | ----------- | ---------- |
| H. Arnswald    | 6             | 1             | 1             | 0             | 0                 | 0                 | 0                 | 0                 | 6        | 1      | 1           | 0          |
| O. Bauer       | 35            | 1             | 2             | 0             | 3                 | 1                 | 0                 | 0                 | 38       | 2      | 2           | 0          |
| M. Bremer      | 12            | 2             | 1             | 1             | 0                 | 0                 | 0                 | 0                 | 12       | 2      | 1           | 1          |
| W. Böhni       | 37            | 2             | 2             | 0             | 3                 | 0                 | 1                 | 0                 | 40       | 2      | 3           | 0          |
| Z. Cajkovski   | 12            | 1             | 2             | 0             | 3                 | 2                 | 0                 | 0                 | 15       | 3      | 2           | 0          |
| R. Dickgießer  | 12            | 0             | 2             | 0             | 0                 | 0                 | 0                 | 0                 | 12       | 0      | 2           | 0          |
| J. Fischer     | 1             | 0             | 1             | 0             | 0                 | 0                 | 0                 | 0                 | 1        | 0      | 1           | 0          |
| G. Germann     | 0             | 0             | 0             | 0             | 1                 | 0                 | 0                 | 0                 | 1        | 0      | 0           | 0          |
| K. Harm        | 32            | 4             | 1             | 0             | 1                 | 0                 | 1                 | 0                 | 33       | 4      | 2           | 0          |
| H. Hein        | 25            | 3             | 0             | 0             | 2                 | 1                 | 0                 | 0                 | 27       | 4      | 0           | 0          |
| L. Horr        | 10            | 3             | 2             | 0             | 2                 | 1                 | 0                 | 0                 | 12       | 4      | 2           | 0          |
| S. Knapp       | 29            | 3             | 6             | 1             | 1                 | 0                 | 0                 | 0                 | 30       | 3      | 6           | 1          |
| S. Kovačević   | 2             | 0             | 2             | 0             | 0                 | 0                 | 0                 | 0                 | 2        | 0      | 2           | 0          |
| W. Lachmann    | 21            | 2             | 0             | 0             | 3                 | 1                 | 1                 | 0                 | 24       | 3      | 1           | 0          |
| J. Makan       | 10            | 0             | 0             | 0             | 0                 | 0                 | 0                 | 0                 | 10       | 0      | 0           | 0          |
| W. Nickel      | 20            | 5             | 1             | 0             | 3                 | 1                 | 0                 | 0                 | 23       | 6      | 1           | 0          |
| A. Pisch       | 12            | 1             | 2             | 0             | 0                 | 0                 | 0                 | 0                 | 12       | 1      | 2           | 0          |
| W. Pradt       | 38            | 2             | 1             | 0             | 2                 | 0                 | 0                 | 0                 | 40       | 2      | 1           | 0          |
| D. Schlindwein | 11            | 3             | 1             | 0             | 0                 | 0                 | 0                 | 0                 | 11       | 3      | 1           | 0          |
| P. Schneider   | 18            | 1             | 1             | 1             | 3                 | 1                 | 0                 | 0                 | 21       | 2      | 1           | 1          |
| M. Schüßler    | 25            | 0             | 7             | 0             | 2                 | 0                 | 1                 | 0                 | 27       | 0      | 8           | 0          |
| G. Sebert      | 38            | 9             | 4             | 0             | 3                 | 4                 | 0                 | 0                 | 41       | 13     | 4           | 0          |
| P. Steiner     | 33            | 2             | 9             | 0             | 3                 | 1                 | 0                 | 0                 | 36       | 3      | 9           | 0          |
| R. Vogel       | 12            | 1             | 1             | 0             | 1                 | 0                 | 0                 | 0                 | 13       | 1      | 1           | 0          |
| M. Weidenauer  | 18            | 1             | 0             | 0             | 1                 | 0                 | 0                 | 0                 | 19       | 1      | 0           | 0          |